# Учредителен конгрес на Съюза на българските конституционни клубове
Учредителният конгрес на Съюза на българските конституционни клубове, българска политическа партия в Османската империя, се провежда през септември 1908 година в Солун, главния град на Македония.
Конгресът е открит в Еден театър. Присъстват 82 делегати. Открит е от председателя на Солунския български клуб Дамян Кондов, а след него говори директорът на Солунската българска девическа гимназия Тодор Танев.
За председател на конгреса е избран Антон Димитров, за подпредседатели – Тодор Лазаров и Йордан Бомболов, а за секретари Борис Мончев, Светослав Добрев и Кирил Пърличев. Конгресът продължава седем дни – от 7 до 13 септември, като се провеждат десет заседания. Някои са в Еден театър, други в салона „Олимпия“, а трети в салона на Солунската гимназия.

## Делегати[2]
| - Солунски вилает - 1. Солун - 1. Дамян Кондов - 2. Димитър Мирчев - 3. Панчо Дорев - 4. Борис Мончев - 2. Гевгели - 5. Димитър Михайлов - 6. Христо Стоянов - 3. Дойран - 7. Мито Киров - 8. Гоце Митов - 4. Гумендже - 9. Гоно Кьосов - 10. Христо Стаменитов - 5. Радовиш - 11. Христо Николов - 12. Илия Христофоров - 6. Воден - 13. Кирил Пърличев - 14. Христо Нейков - 7. Енидже Вардар - 15. Дионис Христов - 16. Христо Сърбинов - 8. Кавадарци - 17. Христо Попантов - 18. Ефтим Манев - 9. Струмица - 19. Павел Ковачев - 20. Гьошо Илиев - 10. Сяр - 21. Йордан Кусев - 22. Сребрен Поппетров - 11. Валовища - 23. Кръстьо Халянов - 24. Димитър Тилков | - Битолски вилает - 12. Битоля - 25. Антон Димитров - 26. Михаил Дорев - 27. Георги Попхристов - 28. Светослав Добрев - 13. Прилеп - 30. Йордан Бомболов - 31. Григор Алексиев - 14. Крушево - 32. Владимир Руменов - 33. Д. Кръстев - 15. Кичево - 34. Тома Николов - 35. Методи Стършенов - 16. Ресен - 36. Димитър Владов - 17. Охрид - 37. Лев Огненов - 38. Георги Николов - 18. Струга - 39. Александър Чакъров - 19. Лерин - 40. Илия Търпенов - 41. Илия Гулабчев - 20. Емборе - 42. Емануил Лепчев - 43. Никола Андреев - 21. Костур - 44. Никола Трифонов - 22. Дебър - 45. Янаки Томов - 23. Гостивар - 46. Захарий Новев | - Скопски вилает - 24. Скопие - 47. Дионисий Кандиларов - 48. Тодор Черваров - 49. Наум Темчев - 50. Тома Карайовов - 25. Куманово - 51. Давид Наков - 52. Петър Караманов - 26. Крива паланка - 53. Александър Димитраков - 54. К. Тамбурков - 27. Кочани - 55. М. Попдимитров - 56. Стефан Попиванов - 28. Кратово - 57. Йосиф Даскалов - 58. Стоил Антов - 29. Виница - 59. Викентий Попанастасов - 60. Гр. Василев - 30. Щип - 61. Тодор Лазаров - 62. Христо Настев - 31. Велес - 63. Бано Кушев - 64. Иван Попйорданов - 32. Тетово - 65. Матей Геров - 66. Сава Неделков | - Одрински вилает - 33. Лозенград - 67. Коста Георгиев - 68. Димитър Груев - 34. Малко Търново - 69. Петко Ждребчев - 70. Иван Берберов - 35. Дедеагач - 71. Тодор Петков - 72. К. Попхристов - 36. Гюмюрджина - 73. Г. Тодоров - 74. Григор Попстоянов - 37. Скеча - 75. Димитър Кудев - 38. Даръдере - 76. Никола Хекимов - 77. Илия Хаджидончев - 39. Еникьой - 78. Гаврил Караоланов - 40. Цариград - - 79. Васил Динов - 80. Тодор Павлов - 81. Никола Ризов - 82. Стоян Тилков |  |

## Решения
Конгресът приема следните резолюции:
- изказва на великия везир чувствата на лоялност на отоманските българи;
- изказва признателност спрямо Българската екзархия, Вътрешната революционна организация и Комитета „Единство и прогрес“;
- отоманските българи подкрепят искането за връщане на насилствено отнетите частни и общински имоти на собствениците им;
- моли правителството да опрости закъснелите даждия;
- моли правителството да върне на населението църквите, училищата и манастирите, като се гарантира свободата на съвестта от всякакъв натиск;
- моли правителството да внесе в парламента обща амнистия за престъпленията до 11 юли 1908 г.;
- изказва желание учителите, пострадали при предишния режим, да бъдат възстановени на старите си длъжности.[3]

Конгресът приема и устав на организацията, като в него ясно са изяснени нейните цели:
| „ | Българският конституционен клуб има за цел: а) да даде гражданско и политическо възпитание на българския народ в духа на конституционните свободи – областно самоуправление на Македония и Одринско; б) да пази и развива българската народна култура. | “ |

За членове на Централното бюро са избрани председател – Тома Карайовов, членове – Владимир Руменов, Тодор Лазаров, Емануил Лепчев и Борис Мончев.